# High Visibility
High Visibility es el cuarto álbum de la banda sueca de rock The Hellacopters y lanzado en el año 2000 con las compañías discográficas Polar Music, Led Recordings & Sweet Nothing Records, Universal y Liquor and Poker.
El álbum fue publicado en LP, doble y sencillo, y CD. La canción "No Dogs" es una bonus track incluida solo en el LP doble, "You're Too Good (To Me Baby)" es una versión de Silky Hargreaves. La edición en CD japonesa incluye "A Cross For Cain" como bonus track.

## Lista de canciones
| N.º    | Título                          | Escritor(es)            | Duración |  |
| 1.     | «Hopeless Case of a Kid Denial» | Andersson               | 3:03     |  |
| 2.     | «Baby Borderline»               | Andersson               | 2:49     |  |
| 3.     | «Sometimes I Don't know»        | Andersson               | 2:26     |  |
| 4.     | «Toys and Flavors»              | Andersson/Kiesby        | 3:32     |  |
| 5.     | «You're Too Good (To Me Baby)»  | Hargreaves/Karplan/Love | 2:27     |  |
| 6.     | «Throw Away Heroes»             | Andersson               | 3:18     |  |
| 7.     | «No Song Unheard»               | Andersson               | 4:00     |  |
| 8.     | «Truckloads of Nothin'»         | Andersson/Kiesby        | 2:48     |  |
| 9.     | «A Heart without Home»          | Andersson/Håkansson     | 3:50     |  |
| 10.    | «No One's Gonna Do It for You»  | Andersson/Håkansson     | 3:09     |  |
| 11.    | «I Wanna Touch»                 | Andersson               | 2:31     |  |
| 12.    | «Hurtin' Time»                  | Andersson/Morgan        | 2:28     |  |
| 13.    | «Envious»                       | Andersson               | 4:01     |  |
| 40 mis |                                 |                         |          |  |

## Canciones adicionales
- "No Dogs" (Solo en el disco de vinilo) (Andersson/Håkansson)
- "A Cross For Cain" (Solo en la edición en CD Japonesa)

## Músicos
- Nick Royale - Voz, guitarra, clavinet, percusión
- Robert "Strings" Dahlqvist - Guitarra, coros
- Kenny Håkansson - Bajo
- Robert Eriksson - Batería, coros
- Bobby Lee Fett - Órgano, piano

Con: 
- Chips Kiesby - Coros
- Mattias Bärjed - Guitarra
- Fredrik Wennerlund - Percusión
- Biff Malibu - "Maestro de ceremonias"
- Karin Thyr y Charlotte Ollward: Coros en "You're Too Good For Me Baby".

## Producción
- Productor: Chips Kiesby
- Ingeniero: Stefan Boman
- Fotógrafos: Stefan Mattson y Mia Möllberg
- Mezclado por David Bianco en Nord Studios, Estocolmo.
- Diseño de portada por Nick Royale y Challenge Costum Design Co.
- Grabado en Polar Studios, Estocolmo.